# 1918 w literaturze
Wydarzenia literackie w 1918 roku.

## Wydarzenia
- polskie
  - 29 listopada została otwarta kawiarnia Pod Picadorem – pierwsze miejsce spotkań grupy literackiej Skamander.

- zagraniczne
  - opublikowano pośmiertnie dzieła Gerarda Manleya Hopkinsa

## Nowe książki
- polskie
  - Wacław Berent – Żywe kamienie
  - Maria Dąbrowska – Dzieci ojczyzny
  - Włodzimierz Perzyński – Uczniaki
  - Władysław Reymont – Rok 1794

- zagraniczne
  - Juan Ramón Jiménez - Dziennik świeżo ożenionego poety
  - Heinrich Mann – Poddany (Der Untertan)
  - Romain Rolland – Colas Breugnon

## Nowe dramaty
- zagraniczne
  - James Joyce - Wygnańcy (Exiles)

## Nowe poezje
- polskie
  - Julian Tuwim – Czyhanie na Boga
  - Leopold Staff – Tęcza łez i krwi

- zagraniczne
  - Guillaume Apollinaire - Kaligramy (Calligrammes)
  - Aleksandr Błok - Dwunastu
  - Siergiej Jesienin - Inonia, Przemienienie
  - Pawło Tyczyna - Słoneczne klarnety

## Nowe prace naukowe
- zagraniczne
  - Oswald Spengler – Zmierzch Zachodu, tom I (drugi tom ukazał się w 1922 roku)

## Urodzili się
- 2 stycznia – Adam Bahdaj, polski pisarz (zm. 1985)
- 26 stycznia – Philip José Farmer, amerykański pisarz science fiction i fantasy (zm. 2009)
- 1 lutego – Muriel Spark, szkocka powieściopisarka (zm. 2006)
- 2 lutego – Hella S. Haasse, holenderska pisarka (zm. 2011)
- 6 lutego – Lothar-Günther Buchheim, niemiecki pisarz (zm. 2007)
- 9 lutego – Janina Zagrodzka-Kawa, polsko-norweska tłumaczka literatury, poetka (zm. 2020)
- 10 lutego – Jan Koprowski, polski pisarz, publicysta, krytyk i tłumacz (zm. 2004)
- 12 lutego – Fiodor Samochin, radziecki pisarz, publicysta, tłumacz (zm. 1992)
- 15 lutego – Janina Boniakowska, polska poetka ludowa (zm. 2011)
- 20 lutego – Dildar, kurdyjski poeta (zm. 1948)
- 26 lutego – Theodore Sturgeon, amerykański pisarz fantastyki, krytyk literacki i wydawca (zm. 1985)
- 4 marca – Thomas Warburton, fiński poeta, historyk literatury i tłumacz (zm. 2016)
- 9 marca – Mickey Spillane, amerykański pisarz kryminałów (zm. 2006)
- 16 marca – Stanisław Kowalewski, polski prozaik (zm. 2003)
- 3 kwietnia:
  - Ołeś Honczar, ukraiński pisarz (zm. 1995)
  - Miklós Hubay, węgierski dramaturg i pisarz (zm. 2011)
- 23 kwietnia:
  - Margaret Avison, kanadyjska poetka (zm. 2007)
  - Maurice Druon, francuski pisarz (zm. 2009)
- 28 kwietnia – Anja Lundholm, niemiecka pisarka i tłumaczka (zm. 2007)
- 6 maja – Stanisław Grzesiuk, polski pisarz (zm. 1963)
- 13 maja – Alicja Iwańska, polska poetka i prozaiczka (zm. 1996)
- 2 czerwca – Władysław Ogrodziński, polski prozaik i eseista (zm. 2012)
- 14 czerwca – Anna Wernerowa, polska poetka (zm. 1999)
- 19 czerwca – Gunnel Vallquist, szwedzka pisarka, tłumaczka i krytyk literacki (zm. 2016)
- 7 lipca – Halina Popławska, polska pisarka i tłumaczka (zm. 2017)
- 15 lipca – Jan Czarny, polski poeta, prozaik, satyryk, tłumacz literatury radzieckiej i czeskiej (zm. 1985)
- 20 sierpnia – Jacqueline Susann, amerykańska pisarka i aktorka (zm. 1974)
- 26 sierpnia – Hutton Gibson, amerykański pisarz (zm. 2020)
- 29 sierpnia – Czesław Michniak, polski prozaik (zm. 2012)
- 10 września – Anna Bidwell, polska tłumaczka literatury angielskiej (zm. 1993)
- 19 października – Russell Kirk, amerykański pisarz fantastyki i krytyk literacki (zm. 1994)
- 22 października – René de Obaldia, francuski dramaturg, poeta i prozaik (zm. 2022)
- 29 października – Paweł Hertz, polski poeta, eseista, tłumacz (zm. 2001)
- 10 listopada – Marita Lindquist, fińska pisarka (zm. 2016)
- 13 listopada – Werner Aspenström, szwedzki poeta i dramaturg (zm. 1997)
- 17 listopada – Jeannie Ebner, austriacka pisarka (zm. 2004)
- 23 listopada – Kazimierz Winkler, polski literat i poeta (zm. 2014)
- 29 listopada – Madeleine L’Engle, amerykańska pisarka i poetka (zm. 2007)
- 11 grudnia – Aleksandr Sołżenicyn, rosyjski pisarz, noblista (zm. 2008)
- 15 grudnia – Maria Jarochowska, polska reportażystka i pisarka (zm. 1975)
- 23 grudnia – Iván Mándy, węgierski pisarz (zm. 1995)
- 30 grudnia – Al Purdy, kanadyjski poeta (zm. 2000)

## Zmarli
- 1 stycznia – William Wilfred Campbell, kanadyjski poeta i pastor (ur. 1861)
- 28 stycznia – John McCrae, kanadyjski poeta i lekarz (ur. 1872)
- 9 marca – Frank Wedekind, niemiecki pisarz i aktor (ur. 1864)
- 27 marca – Henry Brooks Adams, amerykański historyk, pisarz i krytyk (ur. 1838)
- 8 kwietnia – Lucjan Rydel, polski poeta i dramatopisarz (ur. 1870)
- 19 kwietnia – William Hope Hodgson, angielski poeta i powieściopisarz (ur. 1877)
- 6 maja – Georges Ohnet, powieściopisarz i dramaturg francuski (zm. 1848)
- 10 czerwca – Arrigo Boito, włoski poeta i kompozytor (ur. 1842)
- 26 czerwca – Peter Rosegger, austriacki pisarz (ur. 1843)
- 26 lipca – Fanny zu Reventlow, niemiecka pisarka i tłumaczka (ur. 1871)
- 29 sierpnia – Max Dauthendey, niemiecki pisarz, poeta i malarz (ur. 1867)
- 4 listopada – Wilfred Owen, angielski poeta (ur. 1893)
- 9 listopada – Guillaume Apollinaire, francuski poeta (ur. 1880)
- 13 listopada – Tadeusz Nalepiński, polski poeta, nowelista, dramatopisarz i krytyk literacki (ur. 1885)
- 21 listopada – Mary Ann Harris Gay, amerykańska prozaiczka i poetka (ur. 1829)
- 1 grudnia – Margit Kaffka, węgierska pisarka i poetka (ur. 1880)
- 2 grudnia – Edmond Rostand, francuski pisarz, poeta i dramaturg (ur. 1868)
- 11 grudnia – Ivan Cankar, słoweński pisarz (ur. 1876)
- Tadeusz Miciński, polski pisarz i poeta (ur. 1873)

## Nagrody
- Nagroda Nobla – nie przyznano